# قميص

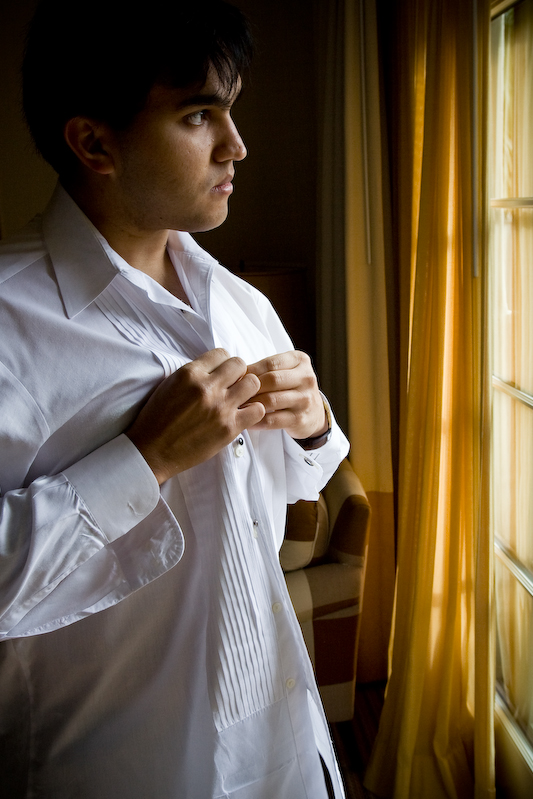
رجل يلبس قميصاً.

القَمِيْصُ هو لباس من قماش للجزء العلوي من جسم الإنسان. في البداية كانت القمصان تلبس حصراً للرجال ثم انتشرت حيث الإناث والحيوانات تلبسها. حسب المصطلح الأمريكي فإنه أصبح يشمل كل ما يلبس في الجزء العلوي من الجسم مثل السترات والمعاطف وحمالات الصدر. أما بالنسبة إلى المصطلح البريطاني فإنه ما زال متقيداً بالمعنى القديم وهو لباس مع ياقة، أكمام بنهايات ضيقة، وفتحة عمودية بأزرار.

## التاريخ
أقدم قميص اكتشفه العالم البريطاني فليندرز بيتري مصنوع من الكتان وموجود في قبور الأسرة الأولى التي حكمت مصر قبل 3 آلاف سنة. ويتكون القميص المصري من أكمام وكتفين مع مجال للسماح للابسها بالتحرك السهل، وتم تزيين العنق وفتح فتحة في الجانب.
كلمة قميص أنشئت في القرن السادس عشر الميلادي. في سنة 1563 كتب إيرل ويلتشاير الإنجليزي جون مايوود بأنه يفضل الكلمة الشرق أوسطية قميص على الكلمة الإنجليزية القديمة سكيرت. استخدامه لكمة قميص انتشرت بسرعة في جميع أوساط المجتمع الإنجليزي وأصبحت هي الكلمة الدارجة. ومنذ ذلك الوقت بدأ الناس في إطلاق لقب إيرل القميص على مايوود.
كان القميص لباس للرجال فقط حتى القرن العشرين. على الرغم من أن للمرأة قميص خاص بها  إلى أن قميص الرجال هو الذي أصبح موضة اللبس العالمية. في العصور الوسطى كان القمصان تلبس غير مصبوغة وفوق جسم الرجل وتحت الملابس الرسمية. في الأعمال الفنية كان القميص مرئي للناس المتواضعين أمثال رعاة الماشية، السجناء، والتائبين. في القرن السابع عشر كانت القمصان تشبه في ظهورها الملابس الداخلية في العصر الحالي. في القرن الثامن عشر كان للقمصان ذيل طويل خصوصاً للذين يعملون في الأعمال المكتبية. مؤرخ أزياء القرن الثامن عشر جوزيف سترات يعتقد بأن الرجال الذين ينامون من دون لبس قميص يعتبرون غير محتشمين. حتى في نهاية القرن وبالتحديد في سنة 1879 فإن لبس القميص فقط والظهور في الشوارع به يعتبر لبس غير أخلاقي.
يتم أحياناً زخرفة رقبة القميص أو نهايات الأكمام. في القرن السادس عشر كانت رقبة القميص ونهاية الأكمام مزخرفة أو مطرزة أو مزركشة. خلال القرن الثامن عشر كانت الموضة الرقبة الطويلة. ظهرت القمصان الملونة في بداية القرن التاسع عشر كما يشاهد في لوحات الرسام الأمريكي جورج كاليب بينغهام. لقد كان يعتبر القميص اللباس غير الرسمي للطبقة الدنيا من العمال حتى بداية القرن العشرين. لبس القميص الأزرق في سنة 1860 أمر غير قابل للتفكير وفي سنة 1920 أصبح معياراً وفي سنة 1980 صار الأمر شائعاً.
بدأت نساء أوروبا والولايات المتحدة الأمريكية في لبس القميص اعتباراً من سنة 1861 حيث قام المناضل الإيطالي جوزيبي غاريبالدي بلبس القميص الأحمر.

## أنواع القمصان

3 أنواع من القمصان

- قميص المخيم: فضفاض، بدون قص، أكمام قصيرة، فتحة بسيطة، وياقة.
- غوايابيرا: نفس تطريز الفساتين وبأربعة جيوب.
- قميص كوم: قميص غير رسمي بدون ياقة أو أزرار يصنع عادة من القطن أو المنسوجات المحبوكة وغالباً ما يكون بأكمام قصيرة. يعتبر القميص الأكثر انتشاراً للمناسبات غير الرسمية.
  - قميص المسابقات: قطعة من القماش ومخاط بها الياقة والأكمام.
  - قميص نسائي: قميص قصير.
    - قميص تحتي: قميص بدون كمين كبيرين مع فتحة كبيرة عند فتحة ما بين اليد والعنق. يتم لبس هذا القميص عادة من قبل العمال والرياضيين من أجل زيادة حرية الحركة. يطلق عليه أحياناً لبس المرأة المثيرة خصوصاً إذا لم تلبس أي لباس آخر لتغطية الجزء المكشوف من جسمها.
    - قميصول: تلبسه المرأة كملابس داخلية من أشرطة ضيقة أو أحيانا لبس منفرد ومن تحته يتم لبس حمالات الصدر.
- قميص التنس، قميص الغولف، قميص البولو: رقبة على شكل رقم 7 باللغة العربية، ياقة كاملة، أزرار أو سستة مفتوح أو مقفول، وأكمام قصيرة أو طويلة. أحياناً يتط تطريز شعار النادي على القميص وغالباً ما يتم ارتدائه مع سترة واقية.
  - قميص الرجبي: يشبه قمصان بولو ولكن مع أكمام طويلة ومنسوج من القطن أو الصوف السميك.
  - قميص هينلي: قميص بولو بدون ياقة.
- قميص البيسبول: عادة ما يصنع الكمين إلى حوالي 3 أرباع اليد بالإضافة إلى تطريز شعار النادي.
- سويتر: قميص رياضي بأكمام طويلة ومنسوجات ثقيلة مع أو بدون غطاء للرأس.
- سترة كهنوتية: قميص بدائي ويتكون من قطعتين. من ناحية المبدأ فإنه يعتبر لبس للرجال فقط ولكن في العصر الحالي فإنه يعتبر اللبس الأكثر انتشاراً للنساء.
- قميص خصر: تاريخياً ما بين سنتي 1890 و 1920 تم إنشائه للنساء فقط حيث كان ضيقاً في منطقة الخصر. وفي الوقت الحالي فإن الرجال بدؤوا في لبسه أيضاً وتغير شكله بحيث أصبح بعضه يصل إلى أسفل جسم الإنسان.[11]
- قميص النوم: كبيرة الحجم في أغلب الأحيان ويعتبر من الملابس الداخلية التحتية للإنسان عند النوم ويتميز بالخفة.
- قميص بلا أكمام: قميص من دون الكمين ويضم فقط العنق، الجزء السفلي، الجسم، وأحياناً كتف حسب الطلب.
  - قميص بدون ياقة: قميص بدون أكتاف وبدون كمين وللنساء فقط. عمليا يتم ربط القميص من خلال ربطة دائرية حول العنق.

لا تعتبر الألبسة التالية قمصان:
- قميص المقاس الواحد أو قميص الحفاظ: قميص للرضع وعادة يكون ملفوف حول الساقين وبه أزرار من الأمام.
- سترة: ملابس ثقيلة للجزء العلوي من الجسم.
- معطف.
- أنبوبي علوي: لباس بدون أكتاف وبدون أكمام يلف منطقة صدر المرأة بحيث لا يصل إلى أعلى من الإبط.

## أجزاء القميص
توجد الكثير من المصطلحات والمعاني لوصف أنواع القمصان وأجزائه. أصغر التفاصيل تختلف حسب ثقافة البلد. مؤخراً في القرن العشرين أصبحت معظم التعريفات ثابتة بالنسبة إلى المعاطف وسويتر.

### الأكتاف والأيدي

#### الأكمام
القمصان تحتوي على:
- بدون ما يغطي الأكتاف أو الأيدي وهو ما يسمى أنبوب علوي.
- شريط على الأكتاف ويسمى حزم السباغيتي.
- تغطية للأكتاف بدون أكمام.
- أكمام قصيرة.
- أكمام طولها يساوي 3 أرباع اليد.

#### أطراف الأكمام
القمصان بأكمام طويلة تكون أطرفها حسب التالي :
- بدون أزرار.
- مع أزرار فردية أو ثنائية.
- فتحات أزرار.

### الجزء السفلي من القميص
- ترك منطقة السرة مكشوفة.
- التعلق بالخصر.
- يغطي الرجلين.
- يغطي كامل الجسم حتى الأسفل.

### جسم القميص
- فتحة عمودية في الجزء الأمامي من الأعلى إلى الأسفل مع أزرار أو سستة.
- فتحة عمودية في الجزء السفلي من الأعلى إلى الأسفل مع أزرار أو سستة.
- فتحة جانبية إما في اليمين أو في اليسار وتوجد منه أنواع كالتالي :
- فتحة علوية على شكل رقم 7 باللغة العربية.
- لا توجد فتحة علوية.
- فتحة علوية مع وجود أزرار أو سستة.

### الرقبة
- رقبة بولو.
- على شكل رقم 7 باللغة العربية ومن دون ياقة.
- الرقبة الطويلة.
- الرقبة المفتوحة.
- مع ياقة حسب التالي:
  - ياقة ممتدة: مصممة بين نقطتين متباعدتين لاستيعاب عقدة ربطة العنق. يكثر استخدامها من قبل رجال الأعمال.
  - ياقة مبوبة: ياقة مع تبويبين صغيرين.
  - ياقة طرفية: مناسبة من أجل ربطة عنق على شكل القوس. غالباً ما يتم ارتدائها في المناسبات الرسمية.
  - ياقة مستقيمة: نوع من أنواع الياقة الممتدة وتصلح لنوعية ربطات العنق التالية: أربعة في اليد، برات، ونصف ممتدة.
  - ياقة مربوطة.
  - ياقة بأزرار سفلية: ياقة بأزرار. الأكثر مناسبة لربطة العنق.
  - ياقة سلحفاتية.
- بدون ياقة.

### ميزات أخرى
- جيوب: مفتوح مع أزرار أو سستة أو بدونهما.
- مع أو بدون قلنسوة.

## أنواع منسوجات القمصان
يوجد نوعان رئيسيان من المنسوجات وهي المنسوجات الصناعية والمنسوجات اليدوية. بعض المنسوجات تتكون بكاملها من القطن، أو الألياف، أو كلاهما. النوع الأكثر انتشاراً هو القطن العضوي. القمصان المصنوعة من ألياف بولي إيستر تكون سهلة اللبس وأحياناً قليلة التكلفة.

## القمصان والسياسة
القمصان الحمراء استخدمه أنصار المناضل غاريبالدي في زمن الوحدة الإيطالية.
في حقبة عشرينات وثلاثينات القرن العشرين استخدم أنصار حركة الفاشية قمصان ملونة للتعبير عن عقيدتهم كالتالي:
- القمصان السوداء: استخدمه الفاشيون في إيطاليا، وبريطانيا، وفنلندا، وألمانيا.
- القمصان البنية: استخدمه النازيون الألمان.
- القمصان الزرقاء: استخدمها الفاشيون في كندا وأيرلندا.
- القمصان الخضراء: استخدمها في المجر، رومانيا، والبرازيل.
- القمصان الذهبية: استخدمها في المكسيك.
- القمصان الفضية: تم استخدامها في الولايات المتحدة الأمريكية.
- القمصان الحمراء: تم استخدامها في تركيا.